# The Transformers (відеогра 1986)
The Transformers (з англ. — «Трансформери») — перша платформна гра в жанрі shoot 'em up, заснована на франшизі «Трансформери». Була написана Denton Designs і випущена Ocean Software для домашніх комп'ютерів Sinclair Spectrum і Commodore 64 в 1986 році.

## Геймплей
У грі автоботи шукають чотири частини енергонового куба, які були розкидані по місту, що складається з безлічі платформ і сходів. Десептикони також шукають енергоновий куб і знищують автоботів, щоб роздобути його.
Гравець управляє п'ятьма автоботами: Оптимусом Праймом, Хаундом, Джазом, Міражем і Бамблбі, по черзі. Коли автоботи не використовуються, вони ховаються в Defensa-Pods; перебуваючи в цих капсулах, вони не можуть бути пошкоджені і повільно поповнюють свою енергію. Десептиконів представляють — Меґатрон, Саундвейв, Старскрім, Баззсоу, Скайварп, Лазербік, Раваж, Френзі і Рамбл. Десептикони можуть регенерувати і не трансформуються.
У кожного автобота є три атрибути (щити, сила і зброя), причому у кожного персонажа вони розподілені по-різному (у Оптимуса Прайма високий показник сили, середній щитів і низький зброї, а у міражу високий показник зброї, але низький сили і щитів).
Кожен персонаж може трансформуватися з машини в робота, повернувшись обличчям вперед і натиснувши кнопку вогню. На відміну від мультфільму, всі автоботи можуть літати у формі робота, хоча вони пересуваються швидше, використовуючи свої транспортні засоби. Якщо персонаж з'їжджає з платформи або врізається в нерухомі об'єкти, він гине.

## Оцінювання
| Видання                  | Оцінка |
| ------------------------ | ------ |
| Crash                    | 60%    |
| Computer and Video Games | 26/40  |
| Sinclair User            | 4/5    |
| Your Sinclair            | 6/10   |

Гра отримала змішані відгуки — Sinclair User поставив грі 4 зірки з 5, в той час як Your Sinclair поставив їй 6/10, а Crash поставив їй 60%. Макс Філліпс з Your Sinclair сказав, що гра «спритна, але нічого нового, управління на клавіатурі жахливе, а касетний вкладиш просто диявольський», а Джон Гілберт з Sinclair User сказав: «Трансформери — це гра, в якій високий результат має величезне значення, і я впевнений, що, знайшовши енергетичний куб, ви все одно отримаєте задоволення від сутички з десептиконами».
Коли в інтерв'ю Джуліану Рігналлу з Crash його запитали, який зі своїх ігор вони задоволені найменше, Еллі Нобл, один з розробників «The Transformers», зізнався, що це «безумовно Transformers... це дійсно особиста справа, нам усім подобаються різні продукти, але я думаю, що Transformers була ганьбою».